# Stephen Moyer
Stephen Moyer, all'anagrafe Stephen John Emery (Brentwood, 11 ottobre 1969), è un attore, regista e produttore cinematografico britannico.

## Biografia
Nato nell'Essex, studia alla St. Martin's School per poi diplomarsi alla London Academy of Music and Dramatic Art. Per cinque anni lavora in teatro, ha collaborato con il National Theatre of Wales, la Royal Shakespeare Company e la Oxford Stage Company. A partire dal 1993 partecipa a diverse produzioni televisive, tra cui Cadfael - I misteri dell'abbazia. Nel 1997 interpreta il Principe Valiant ne Il mistero del principe Valiant.
Negli anni seguenti ottiene brevi apparizioni in alcune serie televisive fino al 2000, quando partecipa al film Quills - La penna dello scandalo; successivamente prende parte a una serie di film per la televisione, come Gwyn - Principessa dei ladri, La rivolta e Il segreto di Thomas, quest'ultimo per la regia di Giacomo Battiato dove recita al fianco di Giovanna Mezzogiorno.
Nel 2007 recita in 88 minuti di Jon Avnet e partecipa ad alcuni episodi delle serie televisive Lilies e The Starter Wife. Nel 2008 ottiene la popolarità grazie al ruolo del vampiro Bill Compton nella serie della HBO True Blood.

### Vita privata
Il 21 agosto 2010, a Malibù, ha sposato l'attrice neozelandese Anna Paquin, co-protagonista di True Blood. I due si erano conosciuti e fidanzati durante le riprese dell'episodio pilota della serie TV. L'11 settembre 2012 diventano genitori di due gemelli, Charlie e Poppy.
Moyer ha altri due figli nati da precedenti relazioni, Billy (2000) e Lilac (2002), quest'ultima nata dalla relazione tra Moyer e la giornalista britannica Lorien Haynes.

## Filmografia

### Attore

#### Cinema
- Il mistero del principe Valiant (Prince Valiant), regia di Anthony Hickox (1997)
- Quills - La penna dello scandalo (Quills), regia di Philip Kaufman (2000)
- Undiscovered, regia di Meiert Avis (2005)
- 88 minuti (88 Minutes), regia di Jon Avnet (2007)
- Restraint, regia di David Denneen (2008)
- Open House, regia di Andrew Paquin (2010)
- Priest, regia di Scott Stewart (2011)
- The Caller, regia di Matthew Parkhill (2011)
- The Double, regia di Michael Brandt (2011)
- The Barrens, regia di Darren Lynn Bousman (2012)
- Evidence, regia di Olatunde Osunsanmi (2013)
- Devil's Knot - Fino a prova contraria (Devil's Knot), regia di Atom Egoyan (2013)
- Zona d'ombra (Concussion), regia di Peter Landesman (2015)
- Detour - Fuori controllo (Detour), regia di Christopher Smith (2016)
- Juveniles, regia di Nico Sabenorio (2016)
- The Hatton Garden Job, regia di Ronnie Thompson (2017)
- Juveniles, regia di Nico Sabenorio (2018)
- After 3 (After We Fell), regia di Castille Landon (2021)
- After 4 (After Ever Happy), regia di Castille Landon (2022)
- After 5 (After Everything), regia di Castille Landon (2023)

#### Televisione
- Conjugal Rites - serie TV, 13 episodi (1993-1994)
- Castles - serie TV, 16 episodi (1995)
- Lord of Misrule, regia di Guy Jenkin - film TV (1996)
- Cadfael - I misteri dell'abbazia (Cadfael) - serie TV, episodio 2x03 (1996)
- Jack Frost (A Touch of Frost) - serie TV, episodio 5x01 (1997)
- The Grand - serie TV, 8 episodi (1997)
- L'ispettore Barnaby (Midsomer Murders) - serie TV, episodio 1x05 (1998)
- Ultraviolet - miniserie TV, episodi 1x01-1x06 (1998)
- Highlander: The Raven - serie TV, episodio 1x18 (1999)
- Cold Feet - serie TV, episodi 2x05 (1999)
- Life Support - serie TV, 5 episodi (1999)
- The Secret - miniserie TV, 2 episodi (2000)
- Sunburn - serie TV, episodio 2x01 (2000)
- Peak Practice - serie TV, episodio 10x02 (2000)
- La rivolta (Uprising), regia di Jon Avnet – film TV (2001)
- Gwyn - Principessa dei ladri (Princess of Thieves), regia di Peter Hewitt – film TV (2001)
- Men Only, regia di Peter Webber - film TV (2001)
- Menace - miniserie TV, 2 episodi (2002)
- Il segreto di Thomas (Entrusted), regia di Giacomo Battiato – film TV (2003)
- NY-LON - miniserie TV, 7 episodi (2004)
- The Final Quest, regia di David Jason - film TV (2004)
- Waking the Dead - serie TV, episodi 5x09-5x10 (2005)
- Casualty - serie TV, episodio 21x03 (2005)
- Lilies - serie TV, 7 episodi (2007)
- The Starter Wife – serie TV, 8 episodi (2007)
- Empathy, regia di David Richards - film TV (2007)
- True Blood – serie TV, 80 episodi (2008-2014) - Bill Compton
- Ice – miniserie TV, 2 episodi (2011)
- Jan - serie TV, 8 episodi (2012)
- Killing Jesus, regia di Christopher Menaul – film TV (2015)
- The Bastard Executioner – serie TV, 10 episodi (2015)
- Shots Fired - serie TV, 10 episodi (2017)
- Safe House - serie TV, 4 episodi (2017)
- The Gifted – serie TV, 29 episodi (2017-2019)

### Regista
- True Blood - serie TV, episodi 5x08-6x01-7x01 (2012-2014)
- L'ultimo brindisi (The Parting Glass) (2018)

### Produttore
- The Barrens, regia di Darren Lynn Bousman (2012)
- Free Ride, regia di Shana Betz (2013)
- L'ultimo brindisi (The Parting Glass), regia di Stephen Moyer (2018)

## Doppiatori italiani
Nelle versioni in italiano dei suoi film, Stephen Moyer è stato doppiato da:
- Fabio Boccanera in Gwyn - Principessa dei ladri, True Blood, Killing Jesus, The Gifted
- Simone D'Andrea in After 3, After 4, After 5 - Capitolo finale
- Roberto Certomà in The Double
- Davide Lepore in Il mistero del principe Valiant
- Alberto Angrisano in Undiscovered
- Carlo Scipioni in 88 minuti
- Massimiliano Manfredi in The Starter Wife
- Francesco Prando in Priest
- Vittorio Guerrieri in Ice
- Francesco Bulckaen in Devil's Knot - Fino a prova contraria
- Riccardo Rossi in Zona d'ombra
- Stefano Valli in Detour - Fuori controllo